# Constantin Goschler

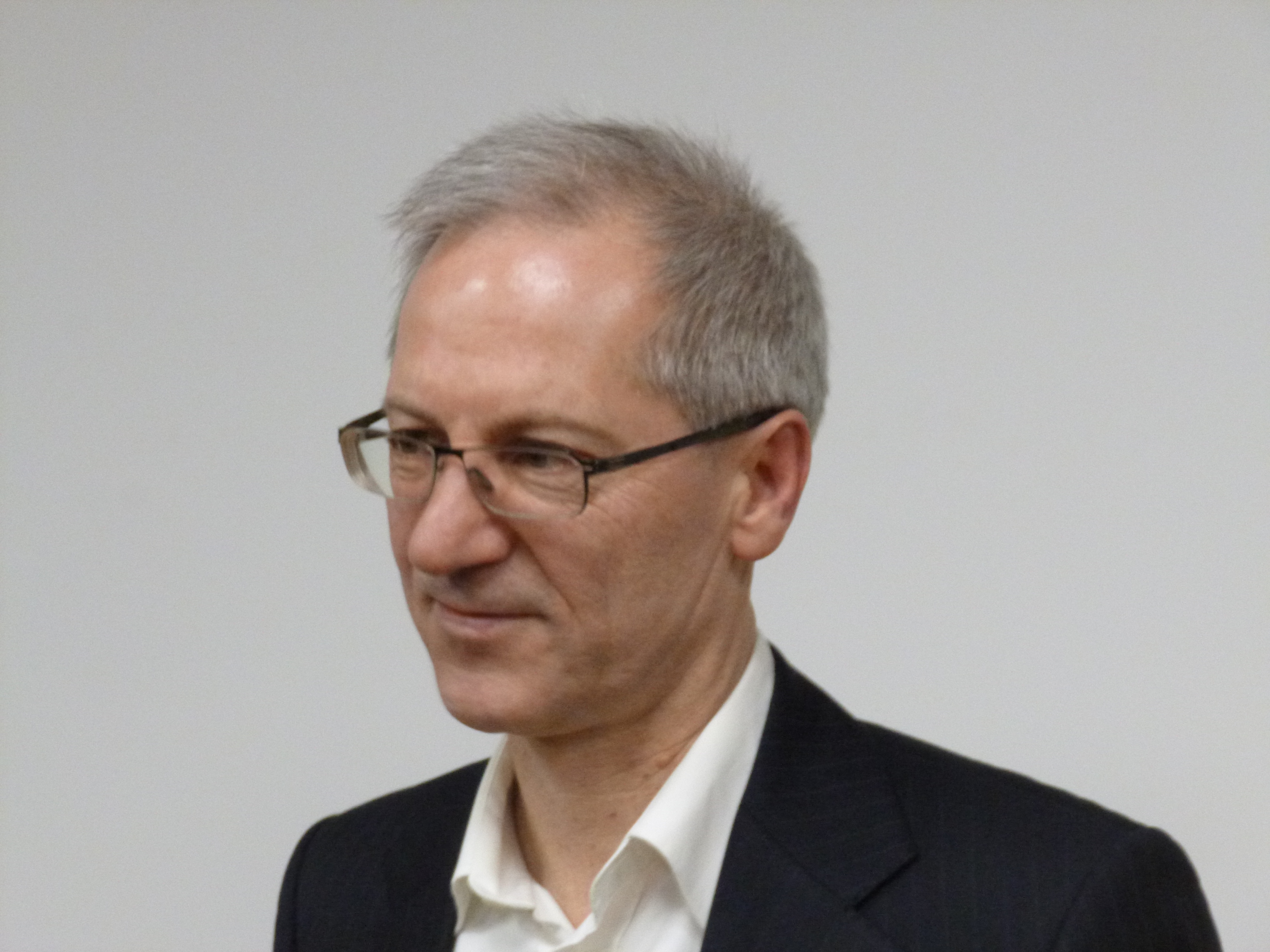
Constantin Goschler (2015)

Constantin Goschler (* 13. August 1960 in Göppingen) ist ein deutscher Historiker. Er hat den Lehrstuhl für Zeitgeschichte an der Ruhr-Universität Bochum inne.

## Leben
Goschler besuchte das Max-Planck-Gymnasium in München. Nach einem Lehramtsstudium der Geschichte, Germanistik und Geographie an der Ludwig-Maximilians-Universität München begann er als wissenschaftlicher Mitarbeiter am Institut für Zeitgeschichte. Er wurde 1992 an der LMU München mit einer von Ludolf Herbst betreuten Arbeit über „Wiedergutmachung in Westdeutschland, 1945–1954“ promoviert. Im selben Jahr wechselte er als Hochschulassistent an die Humboldt-Universität zu Berlin. Dort habilitierte er sich mit einer Biographie über Rudolf Virchow („Naturwissenschaft, Liberalismus und die Kultur des Fortschritts. Eine biographische Studie über Rudolf Virchow“) und wurde 2002 zum Privatdozenten ernannt.
In seiner wissenschaftlichen Laufbahn hatte er Gastaufenthalte und Vertretungen an den Universitäten in Harvard, Prag, Jena und Bochum, bevor er 2006 den Lehrstuhl für Zeitgeschichte an der Ruhr-Universität Bochum übernahm.
Von 2007 bis 2011 leitete er das internationale Forschungsprojekt zur Geschichte der Zwangsarbeiterentschädigung durch die Stiftung „Erinnerung, Verantwortung und Zukunft“. Mit Michael Wala untersuchte er von 2011 bis 2014 die ersten 25 Jahre des Bundesamtes für Verfassungsschutz 1950–1975 unter besonderer Berücksichtigung der NS-Bezüge früherer Mitarbeiter in der Gründungsphase.
Seine Arbeiten beschäftigen sich vor allem mit dem Umgang mit den Folgen von Krieg und Gewalt, mit dem Verhältnis von Sicherheit, Öffentlichkeit und Geheimnis, aber auch mit der Rolle von Wissenschaft und Wissenschaftspopularisierung für moderne Gesellschaften.

## Schriften (Auswahl)
Monographien
- (Mit Michael Wala): „Keine neue Gestapo“. Das Bundesamt für Verfassungsschutz und die NS-Vergangenheit. Rowohlt, Hamburg 2015, ISBN 978-3-498-02438-3.
- (Mitautor) Michael Brenner (Hrsg.): Geschichte der Juden in Deutschland von 1945 bis zur Gegenwart. Politik, Kultur und Gesellschaft. Beck, München 2012, ISBN 978-3-406-63737-7.
- (Mit Rüdiger Graf): Europäische Zeitgeschichte seit 1945. Akademie, Berlin 2010, ISBN 978-3-05-004555-9.
- Schuld und Schulden. Die Politik der Wiedergutmachung für NS-Verfolgte seit 1945. Wallstein, Göttingen 2005, ISBN 3-89244-868-X.
- Rudolf Virchow. Mediziner, Anthropologe, Politiker. Böhlau, Köln 2002, (zugl.: Habilitationsschrift Humboldt-Universität zu Berlin 2001: Naturwissenschaft, Liberalismus und die Kultur des Fortschritts. Eine biographische Studie über Rudolf Virchow) (2. Auflage 2009), ISBN 3-412-09102-2.
- Wiedergutmachung. Westdeutschland und die Verfolgten des Nationalsozialismus (1945–1954). Oldenbourg, München 1992 (zugl.: Dissertation, München 1991), ISBN 3-486-55901-X.

Sammelbände
- Compensation in Practice. The Foundation „Remembrance, Responsibility and Future“ and the Legacy of Forced Labour During the Third Reich. Berghahn, New York 2017, ISBN 978-178533637-9.
- Vererbung oder Umwelt? Ungleichheit zwischen Biologie und Gesellschaft seit 1945. (zus. mit Till Kössler), Wallstein, Göttingen 2016, ISBN 978-3-8353-1705-5.
- Die Globalisierung der Wiedergutmachung. Politik, Moral, Moralpolitik. (zus. mit José Brunner und Norbert Frei), Wallstein, Göttingen 2013, ISBN 978-3-8353-0981-4.
- Die Entschädigung von NS-Zwangsarbeit am Anfang des 21. Jahrhunderts. Die Stiftung „Erinnerung, Verantwortung und Zukunft“ und ihre Partnerorganisationen. (zus. mit José Brunner, Krzysztof Ruchniewicz und Philipp Ther), 4 Bände, Wallstein, Göttingen 2012, ISBN 978-3-8353-1085-8.
- Die Praxis der Wiedergutmachung: Geschichte, Erfahrung und Wirkung in Deutschland und Israel. (zus. mit Norbert Frei und José Brunner), Wallstein, Göttingen 2009 (2. Auflage: Bundeszentrale für politische Bildung, Bonn 2010), ISBN 978-3-8353-0168-9.
- Public History. Darstellungen des Nationalsozialismus jenseits der Geschichtswissenschaft. (zus. mit Frank Bösch), Campus, Frankfurt a. M. 2009, ISBN 978-3-59338863-2.
- Arts and Figures. GeisteswissenschaftlerInnen im Beruf. (zus. mit Jürgen Fohrmann, Harald Welzer und Markus Zwick), Wallstein, Göttingen 2008, ISBN 978-3-8353-0326-3.
- Raub und Restitution. „Arisierung“ und Rückerstattung jüdischen Eigentums in Europa. (zus. mit Philipp Ther), Fischer, Frankfurt a. M. 2003, ISBN 978-359615738-9. Erweiterte englische Fassung: Robbery and restitution. The conflict over Jewish property in Europe. (zus. mit Martin Dean und Philipp Ther), Berghahn, New York 2007, ISBN 1-84545082-5. Erweiterte französische Fassung: Spoliations et restitutions des biens juifs en Europe. (zus. mit Claire Andrieu und Philipp Ther), Autrement, Paris 2007, ISBN 978-274670918-8.
- „Arisierung“ und Restitution. Die Rückerstattung jüdischen Eigentums in Deutschland und Österreich nach 1945 und 1989. (zus. mit Jürgen Lillteicher), Wallstein, Göttingen 2002, ISBN 978-3-89244-495-4.
- Wissenschaft und Öffentlichkeit in Berlin (1870–1930). Steiner, Stuttgart 2000, ISBN 978-3-515-07778-1.
- Hitler. Reden, Schriften, Anordnungen. Februar 1925 bis Januar 1933. Bd. IV: Von der Reichstagswahl bis zur Reichspräsidentenwahl. Oktober 1930 – März 1932. Teil 1: Oktober 1930 – Juni 1931. Saur, München 1994, ISBN 978-3-598-21935-1.
- Wiedergutmachung in der Bundesrepublik Deutschland. (zus. mit Ludolf Herbst), Oldenbourg, München 1989, ISBN 978-3-486-54721-4.
- Heinrich Troeger, Interregnum. Tagebuch des Generalsekretärs des Länderrats der Bizone 1947–1949. (zus. mit Wolfgang Benz), Oldenbourg, München 1985, ISBN 3-486-52861-0.